# HMS Victory (1737)
HMS Victory – żaglowy okręt liniowy brytyjskiej marynarki wojennej zbudowany w latach 1726–1737 w stoczni Portsmouth Dockyard.
Zatonął w sztormie z całą załogą w nocy 4/5 października 1744 na wodach kanału La Manche (pozycja 49° 42′ 30″ N, 3° 33′ 18″ W). Wrak odnaleziono w 2008. Leży na głębokości 80 m.
Okręt przewoził dużą ilość złota, według doniesień gazet o zatonięciu mogło to być nawet 4 tony, dziś warte około 200 milionów dolarów.
Wraz z okrętem zginął admirał John Balchen.